# Don’t Stop Me Now
A Don’t Stop Me Now a tizenkettedik dal a brit Queen rockegyüttes 1978-as Jazz albumáról. A szerzője Freddie Mercury énekes volt. A szöveg egyértelműen az énekes életvitelére, a szex és a drogok mértéktelen élvezetére utal. Brian May gitáros később megjegyezte, hogy bár alapvetően optimista dal, valami olyasmiről szól, ami valójában fenyegette Mercuryt: a mértéktelen életmódjáról.
F dúrban íródott, és közepesen gyors, percenként 94-es a ritmusa. Az alapját zongora és elektromos gitár adja, és csörgődob is hallható benne. Az AllMusic oldalán Donald A. Guarisco így írt róla: „A zenéje megragadja a szöveg túlzásait azáltal, hogy a lassan építkező, őrülten virágzó melódiákká növő versszakokat ütős, erőteljes kórussal házasítja, ami robbanáspontig növeli az dal energiáit. […] az erő és energia mintaképe: Mercury zongorával kísért énekével indul, majd dübörgő pop-rockra vált, amelyet morajló zongorafutamok és cintányértörő dobjáték fog össze. Brian May izgalmas, mégis nagyon képlékeny szólóval járul hozzá az összképhez, és az együttes túláradó vokális harmóniákkal édesíti meg a refrént.”
1979. január 26-án kislemezen is megjelent, Angliában a kilencedik helyet érte el a slágerlistán, és több mint 200 ezres eladással ezüstlemez lett. Amerikában mindössze a nyolcvanhatodik helyet érte el. A kritikusok kedvezően fogadták, a Daily Mirror szerint „A Queen érdekes dallal állt elő, egy nap nagy sláger lesz”, a Record Mirror összegzése pedig így szólt: „De minden ellenvetést félretéve, Freddie-nek van a legjobb hangja minden rockénekes közül, és a Queen remekül összeillő csapat. Nem vették még meg az egész EMI-t?” Ellenben Mitchell Cohen a Creem magazinban hervadtnak nevezte, és olyan dalnak, amely agresszívan kihangsúlyozza a szexualitást.
A dalhoz készült videóklipet Dennis DeVallance rendezte, az 1979. január 26-ai brüsszeli koncertjük hangpróbáján. Nagy népszerűsége volt a koncerteken, de 1979 után mégsem játszották. Felkerült a Live Killers koncertalbumra.
Az évek elteltével is az együttes egyik legnépszerűbb dala lett, többször felhasználták filmekben és reklámokban. A Top Gear autós tévéműsorban a legjobb vezetős dalnak választották. Az angol McFly együttes feldolgozása 2006-ban az első helyet érte el az angol slágerlistán. 2001. szeptember 5-én, Mercury születésének ötvenötödik évfordulóján a Google kereső egy Google doodle animációval tisztelgett az énekes előtt. Az háttérben a „Don't Stop Me Now” szólt, az animáció pedig a szövegben hallható dolgokat játszotta el.

## Közreműködők
- Ének: Freddie Mercury
- Háttérvokál: Queen

Hangszerek:
- Roger Taylor: dob
- John Deacon: basszusgitár
- Brian May: elektromos gitár
- Freddie Mercury: zongora

## Kiadás és helyezések
| Év   | Lista                     | Helyezés |
| ---- | ------------------------- | -------- |
| 1979 | Brit kislemezlista        | 9        |
| 1979 | Amerika Billboard Hot 100 | 86       |
| 1979 | Belgium Ultratop          | 23       |
| 1979 | Francia slágerlista       | 50       |
| 1979 | Hollandia MegaCharts      | 16       |
| 1979 | Ír slágerlista            | 10       |
| 1979 | Német slágerlista         | 35       |
| 1979 | Svéd slágerlista          | 37       |

| Ország                            | Eladási minősítés | Eladás   |
| --------------------------------- | ----------------- | -------- |
| Anglia (BPI)                      | arany             | 400 000+ |
| Amerika (RIAA) Digitális letöltés | arany             | 500 000+ |